# Министерство рыболовства и океанов Канады
Министерство рыболовства и океанов Канады (Министерство рыболовства и океанических ресурсов) отвечает за разработку и осуществление политики и программ в поддержку экономических, экологических и научных интересов Канады в океанах и внутренних водах. Министерство ответственно за сохранение и устойчивое использование рыбных ресурсов Канады, продолжая при этом обеспечивать безопасные, эффективные и экологически безопасные морские услуги, отвечающих потребностям канадцев в мировой экономике.
Министерство отвечает за несколько организаций, в том числе за Береговую охрану Канады и Канадскую гидрографическую службу.

## История
Министерство морского и рыбного хозяйства Канады было создано 1 июля 1867 года, хотя оно не получило законодательного статуса до 22 мая 1868 года. Политическим представителем министерства в парламенте был министр морского и рыбного хозяйства. Штаб-квартира министерства располагалась в центре Парламентского блока, пока после пожара 1916 года не была переведена на Западный блок, и пока совсем не переехала из Парламентского холма на совершенно новые построенные офисные здания правительства в Оттаве.
- 1867—1884 — Министерство морского и рыбного хозяйства
- 1884—1892 — Министерство рыбного хозяйства
- 1892—1914 — Министерство морского и рыбного хозяйства
- 1914—1920 — Министерство военно-морских услуг
- 1920—1930 — Министерство морского и рыбного хозяйства
- 1930—1969 — Министерство рыбного хозяйства
- 1930—1935 — Министерство морей
- 1969—1971 — Министерство рыбного хозяйства и лесного хозяйства
- 1971—1976 — Министерство охраны окружающей среды
- 1976—1979 — Министерство рыбного хозяйства и охраны окружающей среды
- 1979—2008 — Министерство рыболовства и океанов
- 2008 — Министерство рыболовства и океанов Канады